# Font de Reganyó
La Font de Reganyó és una font del terme municipal de Talarn, al Pallars Jussà, dins del territori de la vila de Talarn.
Està situada a 477,5 m d'altitud, a prop i al nord de la vila, a l'esquerra del barranc de Seròs, al costat de llevant del Pont de Reganyó, i a ponent del pont pel qual la via del ferrocarril salva el barranc de Seròs, on arrenca la carretera local de Santa Engràcia.